# La Croix-du-Perche
 La Croix-du-Perche  là một xã thuộc tỉnh Eure-et-Loir trong vùng Centre-Val de Loire ở bắc trung bộ nước Pháp. Xã này nằm ở khu vực có độ cao trung bình 220 mét trên mực nước biển.